# 隐居亚纲
隐居亚纲（學名：Sedentaria），又名定居亚纲，舊稱管栖目，是环节动物门多毛纲下的一个亚纲，该类动物过着穴居生活；會挖洞並透過分泌製造栖管居住；身体异律分节，头部不明显，疣足退化。属于该亚纲的动物有：燐沙蚕、沙蠋、盘管虫、右旋虫。

## 分類

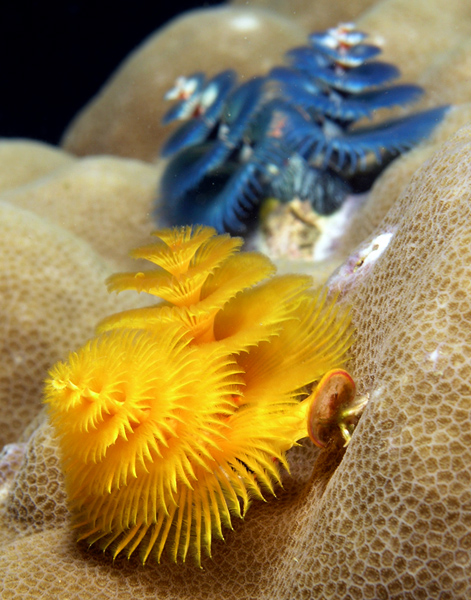
Spirobranchus giganteus

傳統上，隱居亞綱的物種按其形態大致以分成「Scolecida」及「Canalipalpata」兩大陣營。根據WoRMS，這兩大陣營包括下列各分類元：
- 头结虫下纲（Scolecida）：舊头结虫亚纲
  - 小头虫目 Capitellida
    - 沙蠋科
- 管觸鬚下綱（Canalipalpata）[4][5]：
  - 纓鰓蟲目（Sabellida）
    - 豆纓蟲科（Fabriciidae Rioja, 1923）
    - 欧文虫科（Oweniidae Rioja, 1917）
    - 帚毛虫科（Sabellariidae Johnston, 1865）
    - 缨鳃虫科（Sabellidae Latreille, 1825）
    - 龍介蟲科（Serpulidae Rafinesque, 1815）
    - 西伯加蟲科（Siboglinidae Caullery, 1914）

  - 海稚虫目（Spionida）
  - 蛰龙介目（Terebellida）
    - 丝鳃虫科（Cirratulidae）
    - 蛰龙介科

  - 目地位未定
    - Chaetopteriformia亞目
      - 磷沙蚕科 Chaetopteridae Audouin & Milne Edwards, 1833
- 毛翼虫科
- 泥沙蚕科

這個「Scolecida」及「Canalipalpata」兩大陣營分類法目前受到質疑，Zrzavý et al (2009) 透過分子支序學研究，以其他前人的研究為基礎，認為這兩個下綱依然是多系群。他們建議應把整個隱居亞綱重新分為兩大支序：
- 基於Struck TH在2007-2008年的研究，他們同意原來的纓鰓蟲目（Sabellida）及海稚虫目（Spionida），包括有：Sternaspis, Sabellidae-Serpulidae, Sabellariidae, Spionida s. str.[6][7]，再加上原屬蛰龙介目（Terebellida）的丝鳃亚目（Cirratuliformia）[8]是一個支序；
- the other ("terebelloid-capitelloid clade") including Terebelliformia, Arenicolidae-Maldanidae, and Capitellidae-Echiurida.